# Katastrofa lotu Afriqiyah Airways 771
Katastrofa lotnicza w Trypolisie – katastrofa lotnicza, do której doszło nad ranem 12 maja 2010 r. na lotnisku w Trypolisie. Była to czwarta katastrofa lotnicza na lotnisku w Trypolisie, druga katastrofa samolotu tego typu w ruchu komunikacyjnym.

## Samolot
Katastrofie uległ samolot pasażerski Airbus A330-202 wyprodukowany w 2009 r. i noszący fabryczny numer seryjny MSN 1024. Samolot mógł zabierać na pokład do 230 pasażerów w dwóch klasach. Był napędzany przez dwa silniki General Electric CF6-80E1. Został oblatany 12 sierpnia 2009 r. i przekazany przewoźnikowi lotniczemu Afriqiyah Airways 8 września 2009 r. Podczas prób we Francji nosił numer rejestracyjny F-WWYS, a później po dostarczeniu do Libii – 5A-ONG.
Do chwili katastrofy wykonał około 420 lotów i miał wylatane około 1600 godzin.

## Lot 771

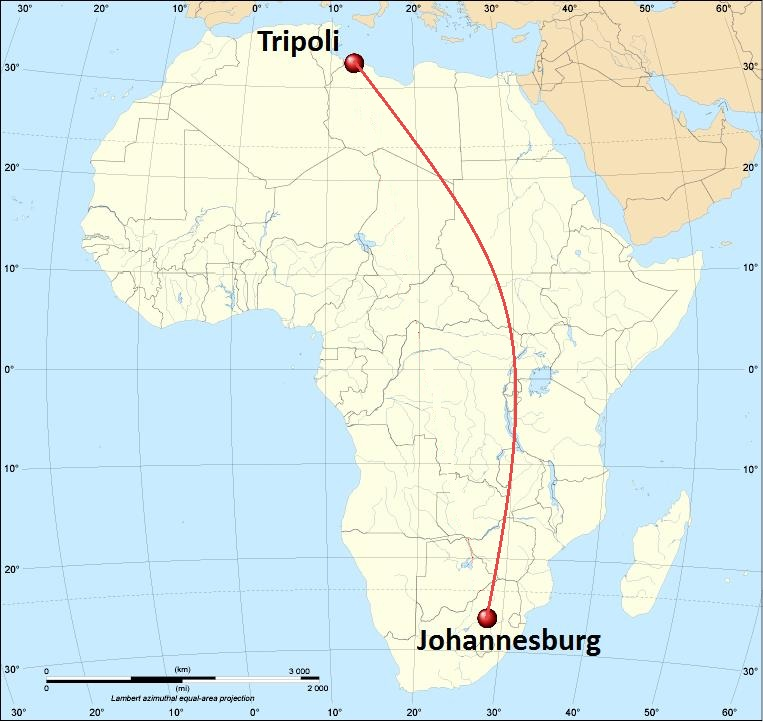
Trasa lotu 8U771

Samolot A330-202 wykonujący lot rejsowy 8U771 leciał z Johannesburga do Trypolisu. Większość pasażerów stanowili obywatele Holandii, którzy wracali z wycieczek do Republiki Południowej Afryki. Airbus wystartował z lotniska w Johannesburgu 11 maja 2010 r. o godz. 21:37. Planowany przylot do Trypolisu miał nastąpić o godz. 6:20 dnia następnego.
Do wypadku samolotu doszło nad ranem 12 maja 2010 r. na terenie międzynarodowego portu lotniczego w Trypolisie podczas podchodzenia do lądowania na kierunku 09, około 900 metrów przed progiem drogi startowej. Na skutek katastrofy samolot został całkowicie zniszczony.
Według komunikatu podanego 13 maja 2010 r. o godz. 22:00 przez przewoźnika lotniczego Afriqiyah Airways na pokładzie były 104 osoby. Wśród nich było: 68 obywateli Holandii, 13 obywateli Libii, 13 obywateli RPA, 4 obywateli Belgii, 2 obywateli Austrii, 1 obywatel Wielkiej Brytanii, 1 obywatel Niemiec, 1 obywatel Zimbabwe i 1 obywatel Francji.
Zginęła cała jedenastoosobowa załoga i wszyscy pasażerowie oprócz jednego. Katastrofę przeżył dziewięcioletni chłopiec Ruben Van Assouw – obywatel Holandii.

## Przyczyny katastrofy
Podczas podejścia do lądowania samolot pilotował pierwszy oficer, w załodze był też trzeci pilot, zmiennik. Załoga popełniła dwa błędy we wczesnej fazie podejścia: pilot rozpoczął zniżanie przedwcześnie, ustawiając 3° ścieżkę schodzenia prawie 2 km przed radiolatarnią oddaloną o 7,2 km od pasa, gdzie samolot normalnie powinien rozpocząć obniżać swój lot, a następnie kontynuowała podejście pomimo braku widoczności pasa poniżej wysokości decyzji na 213 metrach. Na wysokości 85 metrów kapitan wydał polecenie odejścia na drugi krąg. Po komendzie nastąpiło odłączenie autopilota, zwiększenie ciągu, uniesienie przodu maszyny oraz złożenie klap i podwozia. Po czterech sekundach po odłączenia autopilota, kiedy samolot wznosił się pod kątem 12,3°, pierwszy oficer przesunął drążek do pozycji zniżania, prawdopodobnie mając wrażenie zbyt ostrego wznoszenia. Samolot wspiął się do zaledwie 137 metrów. Kapitan także wykonywał drobne ruchy swoim drążkiem, które jednak pokrywały się z działaniami drugiego pilota. Prawdopodobnie obaj piloci przez cały manewr byli skupieni wyłącznie na odczuciu prędkości, zapominając o wysokości. Samolot przez 21 sekund zniżał się pod kątem 3,7°. Po ostrzeżeniu GPWS o opadaniu i zbliżaniu się do ziemi dowódca przejął kontrolę nad maszyną poprzez swój przycisk pierwszeństwa, o czym nie powiadomił drugiego pilota. Kapitan zareagował jednak jeszcze ostrzejszym zniżaniem samolotu, popychając drążek od siebie, co sugeruje że mógł być pod wpływem iluzji somatograwitacyjnej. Równocześnie pierwszy oficer, nieświadomy braku kontroli nad samolotem, próżno przyciągał ster do siebie. Dwie sekundy przed tragedią i 55 metrów nad ziemią kapitan wreszcie przyciągnął swój drążek do oporu, ale nie zdołał wznieść się przed zderzeniem. Libijskie władze lotnicze (LYCAA) jako główne przyczyny tragicznego odejścia podały złą współpracę obu pilotów oraz złudzenia zmysłowe. W dochodzeniu pomagali śledczy z francuskiej BEA i Airbusa, a Holandia wysłała swoich obserwatorów. Czarne skrzynki Airbusa A330-200 zostały odczytane w Paryżu.

## Pasażerowie i załoga
| Państwo           | Zabici      | Zabici | Ocaleni | Razem |
| Państwo           | Pasażerowie | Załoga | Ocaleni | Razem |
| ----------------- | ----------- | ------ | ------- | ----- |
| Holandia          | 67          | -      | 1       | 68    |
| Libia             | 2           | 11     | -       | 13    |
| Południowa Afryka | 13          | -      | -       | 13    |
| Belgia            | 4           | -      | -       | 4     |
| Austria           | 2           | -      | -       | 2     |
| Francja           | 1           | -      | -       | 1     |
| Niemcy            | 1           | -      | -       | 1     |
| Wielka Brytania   | 1           | -      | -       | 1     |
| Zimbabwe          | 1           | -      | -       | 1     |
| Razem:            | 92          | 11     | 1       | 104   |